# AN-52 (核爆弾)
AN-52は、フランスが開発・運用した核爆弾。戦術核兵器であり、戦闘爆撃機による運用を目的とした。
爆弾の最初の試験は1972年8月28日に行われ、同年10月には配備に付けられた。80-100発が製造されたものと推測されている。全長は4.2m、重量455kg。弾頭部は核分裂弾頭であり、プリュトン弾道ミサイル（フランス陸軍運用）と共通のものとなっている。核出力は低威力型が6-8kt、高威力型が25キロトンである。運用した機体としては、ミラージュIII、SEPECAT ジャギュアA、シュペルエタンダールがあった。
1992年までにASMPミサイルに更新し、退役している。